# Камес (Юта)
Камес (англ. Kamas) — місто (англ. city) в США, в окрузі Самміт штату Юта. Населення — 2092 особи (2020).

## Географія
Камес розташований за координатами 40°38′58″ пн. ш. 111°16′20″ зх. д. / 40.64944° пн. ш. 111.27222° зх. д. (40.649566, -111.272209).  За даними Бюро перепису населення США в 2010 році місто мало площу 9,49 км², уся площа — суходіл.

## Демографія
Згідно з переписом 2010 року, у місті мешкало 1811 осіб у 602 домогосподарствах у складі 452 родин. Густота населення становила 191 особа/км².  Було 652 помешкання (69/км²).
Расовий склад населення:
| - 85,9 % — білих - 0,7 % — чорних або афроамериканців - 0,2 % — корінних американців - 0,2 % — азіатів - 11,9 % — осіб інших рас |

До двох чи більше рас належало 1,2 %. Частка іспаномовних становила 19,5 % від усіх жителів.
За віковим діапазоном населення розподілялося таким чином: 34,8 % — особи молодші 18 років, 56,4 % — особи у віці 18—64 років, 8,8 % — особи у віці 65 років та старші. Медіана віку мешканця становила 30,0 року. На 100 осіб жіночої статі у місті припадало 108,6 чоловіків;  на 100 жінок у віці від 18 років та старших — 102,2 чоловіків також старших 18 років.
Середній дохід на одне домашнє господарство  становив 69 358 доларів США (медіана — 57 548), а середній дохід на одну сім'ю — 72 587 доларів (медіана — 59 323). Медіана доходів становила 41 250 доларів для чоловіків та 32 321 долар для жінок. За межею бідності перебувало 12,1 % осіб, у тому числі 14,5 % дітей у віці до 18 років та 0,0 % осіб у віці 65 років та старших.
Цивільне працевлаштоване населення становило 1017 осіб. Основні галузі зайнятості: мистецтво, розваги та відпочинок — 19,9 %, будівництво — 14,5 %, роздрібна торгівля — 14,2 %.